# Satélite Cerati
Satélite Cerati es un álbum recopilatorio póstumo de Gustavo Cerati, que reúne sus mejores colaboraciones con otras bandas y músicos. Fue lanzado el 10 de agosto de 2018 y fue editado en CD, vinilo y para su descarga digital. El compilado incluye 14 canciones en su versión en CD y digital, y 9 en la edición vinilo.
Es su segundo disco recopilatorio después de su muerte. Reúne colaboraciones con músicos como Andy Summers, Emmanuel Horvilleur, Mercedes Sosa, Luis Alberto Spinetta, Fabiana Cantilo, Lito Vitale, entre otros.

## Lista de canciones
| CD    |                                                                                               |                                                         |          |  |
| N.º   | Título                                                                                        | Escritor(es)                                            | Duración |  |
| 1.    | «Tráeme la Noche (Bring on the Night)» (original del álbum “Reggatta de Blanc” de The Police) | Gustavo Cerati (traducción), Sting                      | 4:43     |  |
| 2.    | «El Mareo» (del álbum “Mar Dulce” de Bajofondo)                                               | Juan Campodónico, Fernando Santullo                     | 4:35     |  |
| 3.    | «19» (del álbum “Mordisco” de Emmanuel Horvilleur)                                            | Emmanuel Horvilleur                                     | 3:17     |  |
| 4.    | «Zona de Promesas (con Gustavo Cerati)» (del álbum “Cantora” de Mercedes Sosa)                | Gustavo Cerati                                          | 4:02     |  |
| 5.    | «Los Libros de la Buena Memoria» (del álbum “Escúchame Entre el Ruido Vol.2” de Lito Vitale)  | Luis Alberto Spinetta                                   | 5:17     |  |
| 6.    | «Desde el Papel» (del álbum “Doscientos Dos” de 202)                                          | Oscar Gabriel Cariola y Raúl Emilio Cariola             | 3:12     |  |
| 7.    | «Eiti Leda» (del álbum “Inconsciente Colectivo” de Fabiana Cantilo)                           | Charly García                                           | 4:35     |  |
| 8.    | «Sueño en Gota (Acústica con Gustavo Cerati)» (del álbum “D-mente” de D-Mente)                | Germán Fernández y Andrés Giménez                       | 4:07     |  |
| 9.    | «Té para Tres (En Vivo)» (del álbum “Spinetta y las Bandas Eternas” de Luis Alberto Spinetta) | Gustavo Cerati                                          | 3:39     |  |
| 10.   | «Bajan (En Vivo)» (del álbum “Spinetta y las Bandas Eternas” de Luis Alberto Spinetta)        | Luis Alberto Spinetta                                   | 4:12     |  |
| 11.   | «I'm Losing You» (del álbum “Homenaje a Los Beatles” de Los Durabeat)                         | John Lennon                                             | 3:27     |  |
| 12.   | «Electroshock» (del álbum “Casette” de Telefunka)                                             | Giancarlo Fragoso, Aldo Fragoso y John Zohlo            | 4:09     |  |
| 13.   | «Nunca Iré» (del álbum “Avión” de No Lo Soporto)                                              | Naila Borensztein, Lara Pedrosa y Lucía Sol Borensztein | 3:45     |  |
| 14.   | «Tesoro» (del álbum “Cuarto Creciente” de Leo García)                                         | Leo García                                              | 4:54     |  |
| 57:45 |                                                                                               |                                                         |          |  |

| Vinilo - Lado A |                                        |                                    |          |  |
| N.º             | Título                                 | Escritor(es)                       | Duración |  |
| 1.              | «Tráeme la Noche (Bring on the Night)» | Sting, Gustavo Cerati (Traducción) | 4:43     |  |
| 2.              | «Eiti Leda»                            | Charly García                      | 4:35     |  |
| 3.              | «Los Libros de la Buena Memoria»       | Luis Alberto Spinetta              | 5:17     |  |
| 4.              | «Zona de Promesas (con Mercedes Sosa)» | Gustavo Cerati                     | 4:02     |  |

| Vinilo - Lado B |                          |                                     |          |  |
| N.º             | Título                   | Escritor(es)                        | Duración |  |
| 5.              | «El Mareo»               | Juan Campodónico, Fernando Santullo | 4:35     |  |
| 6.              | «Tesoro»                 | Leo García                          | 4:54     |  |
| 7.              | «19»                     | Emmanuel Horvilleur                 | 3:17     |  |
| 8.              | «Té para Tres (En Vivo)» | Gustavo Cerati                      | 3:39     |  |
| 9.              | «Bajan (En Vivo)»        | Luis Alberto Spinetta               | 4:12     |  |